# Teatro Alhambra de Granada
El Teatro Alhambra es un espacio escénico de titularidad pública gestionado, junto al Teatro Cánovas de Málaga y el Teatro Central de Sevilla, por la Agencia Andaluza de Instituciones Culturales, dependiente de la Consejería de Turismo, Cultura y Deporte.
La sala cuenta con un aforo de 279 localidades distribuidas en gradas y palcos laterales. 
Situado en el centro histórico de Granada, en el barrio del Realejo, tiene una ubicación privilegiada. En 2017 fue galardonado con el Premio Prestigio Turístico de Granada.

## Historia
Se inaugura en 1992 relevando a una sala de cine (Alhambra Cinema) que, en sus mejores momentos, mediados los años 70, programaba las llamadas películas de «arte y ensayo». Fue la compañía privada granadina Teatro del Sur la que salva este espacio de un peligroso declive a finales de los 80, encarando las reformas que hicieran del viejo cine un nuevo teatro. En menos de cuatro años de programación su apuesta se consolida con el Premio Andalucía de Teatro 1996, otorgado por la Junta de Andalucía, que al año siguiente asume su reforma y posterior gestión.
En 2005 la sala se somete a una importante remodelación para su adaptación a la nueva normativa medioambiental y para la mejora de sus condiciones técnicas.
Se llevan a cabo obras de insonorización, se cambian las butacas y la telonería, la infraestructura de luz y sonido. Se reforman  los palcos, se instala un nuevo peine en el escenario con varas motorizadas, se dota a la sala de un centro de transformación y se renuevan los camerinos y el vestíbulo del teatro.
Esta importante reforma se acomete sin suspender su actividad escénica que, provisionalmente, se traslada al Teatro Municipal José Tamayo hasta su reinauguración en diciembre de 2007.

## Programación
La contemporaneidad, en teatro, danza, música, circo y sus híbridos, ha sido y es la seña de identidad de esta sala que cuenta con unos excelentes índices de ocupación, lo que pone de manifiesto la fidelidad del espectador a una programación que es referente de modernidad, cruce de culturas, arte fronterizo y que, además de la presencia en su escenario de producciones nacionales e internacionales, presta un decidido apoyo a las compañías profesionales de Granada y Andalucía.
Su programación se complementa con varios ciclos: Flamenco viene del sur, que en 2019 celebró su decimonovena edición; el Festival Internacional de Teatro con Títeres, Objetos y Visual (FITTOV) que, ese mismo año, alcanzó su vigésimo primera edición y un programa dedicado a la creación  de nuevos públicos dirigido a centros docentes.